# Perseguida (película de 2019)
Perseguida es una película colombiana de 2019 dirigida y escrita por Yesid Leone Moreno. Estrenada el 19 de septiembre de 2019, fue protagonizada por María Gaviria, Roberto Escobar, Geraldine Zivic, Gonzalo Vivanco, Sebastián Yepes y Álex Guzmán.

## Sinopsis
Mariana Durán es una mujer de mediana edad que es testigo del asesinato de los padres de una niña llamada Annie. Mariana termina haciéndose cargo de Annie, pero el infierno no termina allí, pues ahora los mismos asesinos las buscarán para que no quede ningún testigo con vida del cruel asesinato.

## Reparto
- María Gaviria es Mariana Durán.
- Geraldine Zivic es Nicole Franco.
- Gonzalo Vivanco es Rodríguez.
- Roberto Escobar es Harold Molina.

## Música Original
- Felipe Di Franco
- Julián López